# 犀杯瓢蜡蝉属
犀杯瓢蜡蝉属（学名：Augilodes）是杯瓢蜡蝉科下的一个属。

## 下属物种
本属包括以下物种：
- 端斑杯犀瓢蜡蝉 Augilodes apicomacula Wang, Chou & Yuan, 2002[2]
- 犀杯瓢蜡蝉 Augilodes binghami (Distant, 1906)[2]